# Tachovská Huť
Tachovská Huť (in tedesco Tachovský Šmelctal) è una frazione di Tři Sekery, comune ceco del distretto di Cheb, nella regione di Karlovy Vary.

## Geografia fisica
Il paese si trova a 2 km a sud-ovest di Tři Sekery. Nel villaggio sono state registrate 20 abitazioni, nelle quali vivono 46 persone.
Si estende su una superficie di 613,96 ha (equivalenti a circa 6,14 km²).
Altri comuni limitrofi sono Slatina e Mähring ad ovest, Velké Krásné, Malé Krásné, Jedlová, Sekerské Chalupy, Háj e Stará Voda a nord, Plánská Huť, Skelné Hutě, Malá Hleďsebe e Drmoul ad est e Chodovská Huť, Nový Haimhausen, Jalový Dvŭr e Broumov a sud.